# 아프가니스탄의 재외공관 목록

아프가니스탄의 재외공관
아프가니스탄
아프가니스탄 이슬람 공화국을 따르는 재외공관
아프가니스탄 이슬람 토후국을 따르는 재외공관

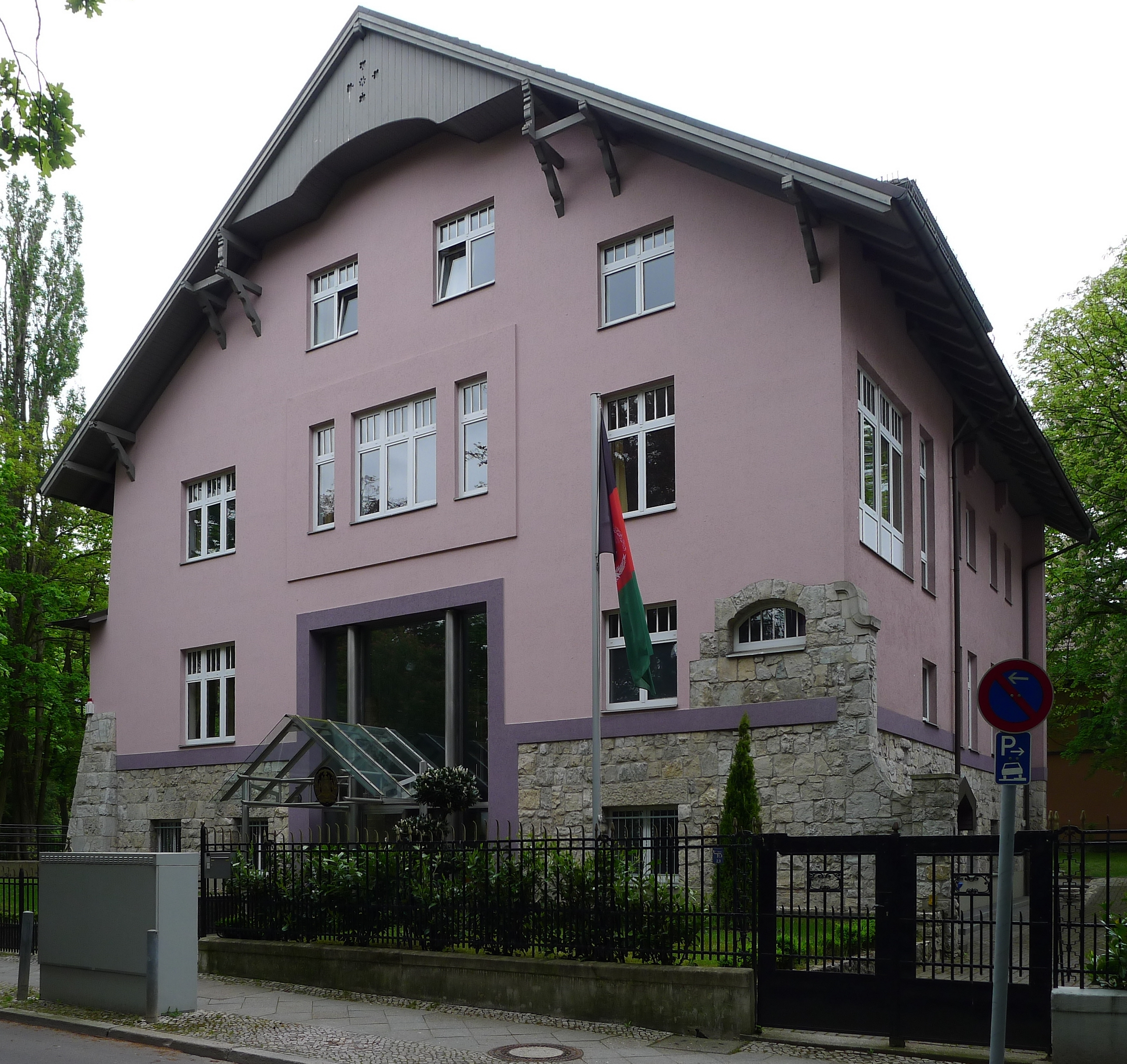
베를린 주재 아프가니스탄 대사관

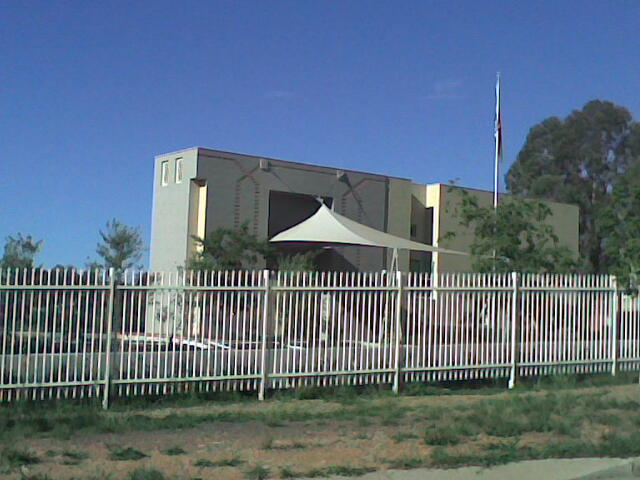
캔버라 주재 아프가니스탄 대사관

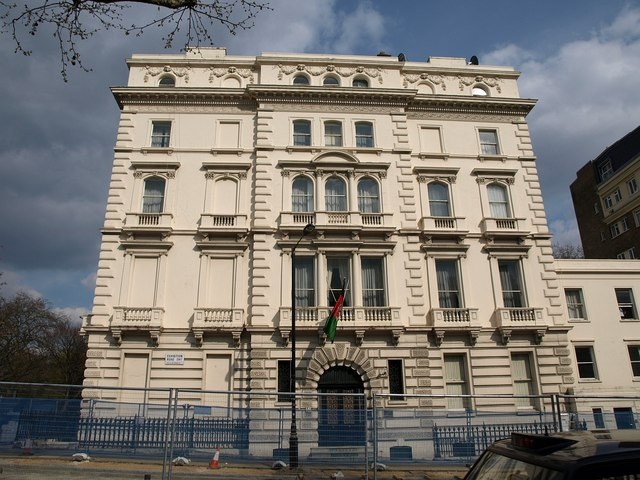
런던 주재 아프가니스탄 대사관

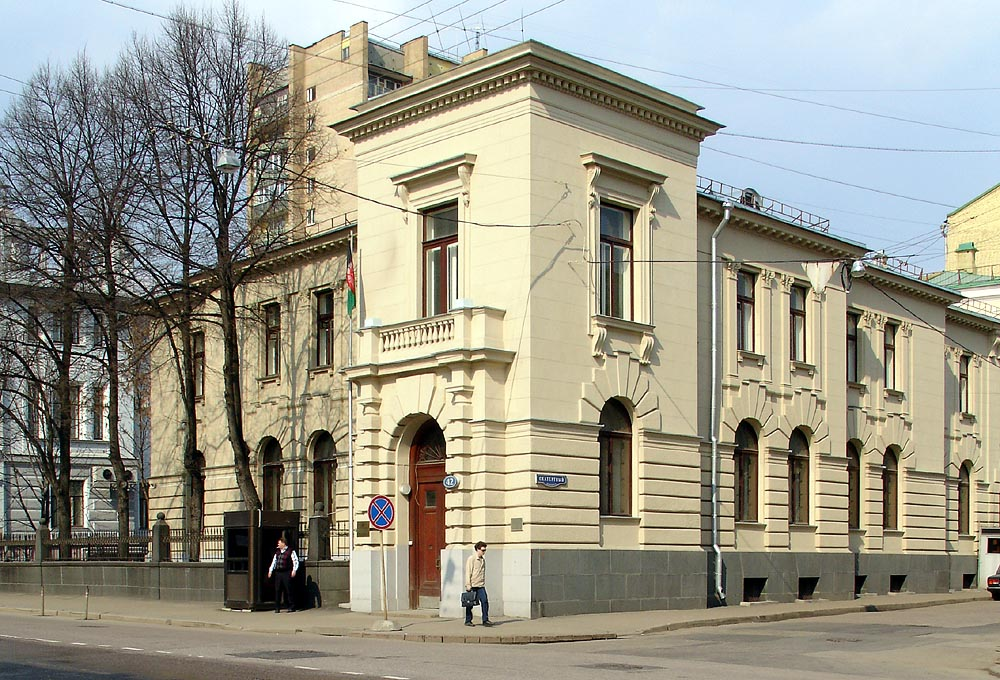
모스크바 주재 아프가니스탄 대사관

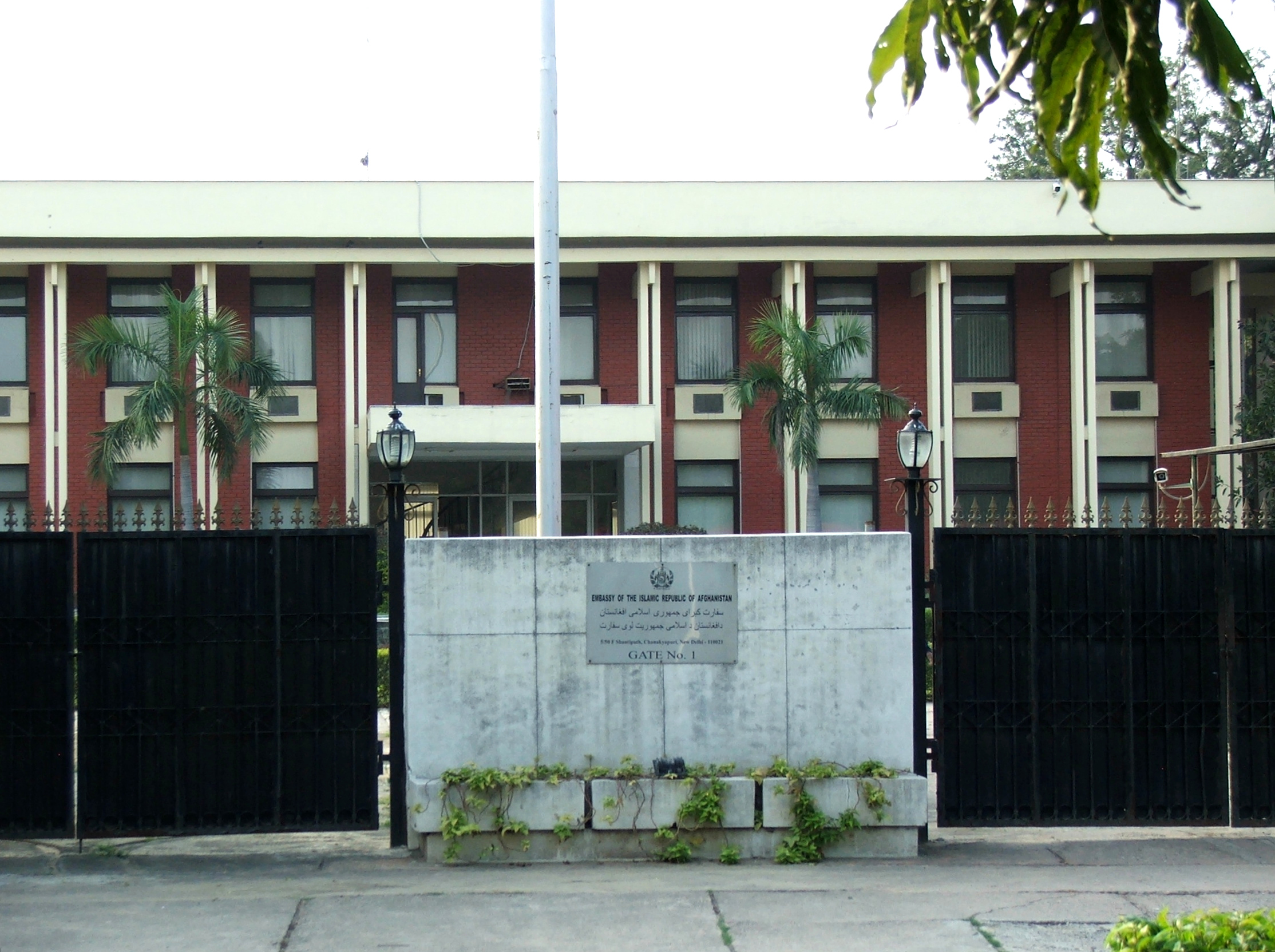
뉴델리 주재 아프가니스탄 대사관

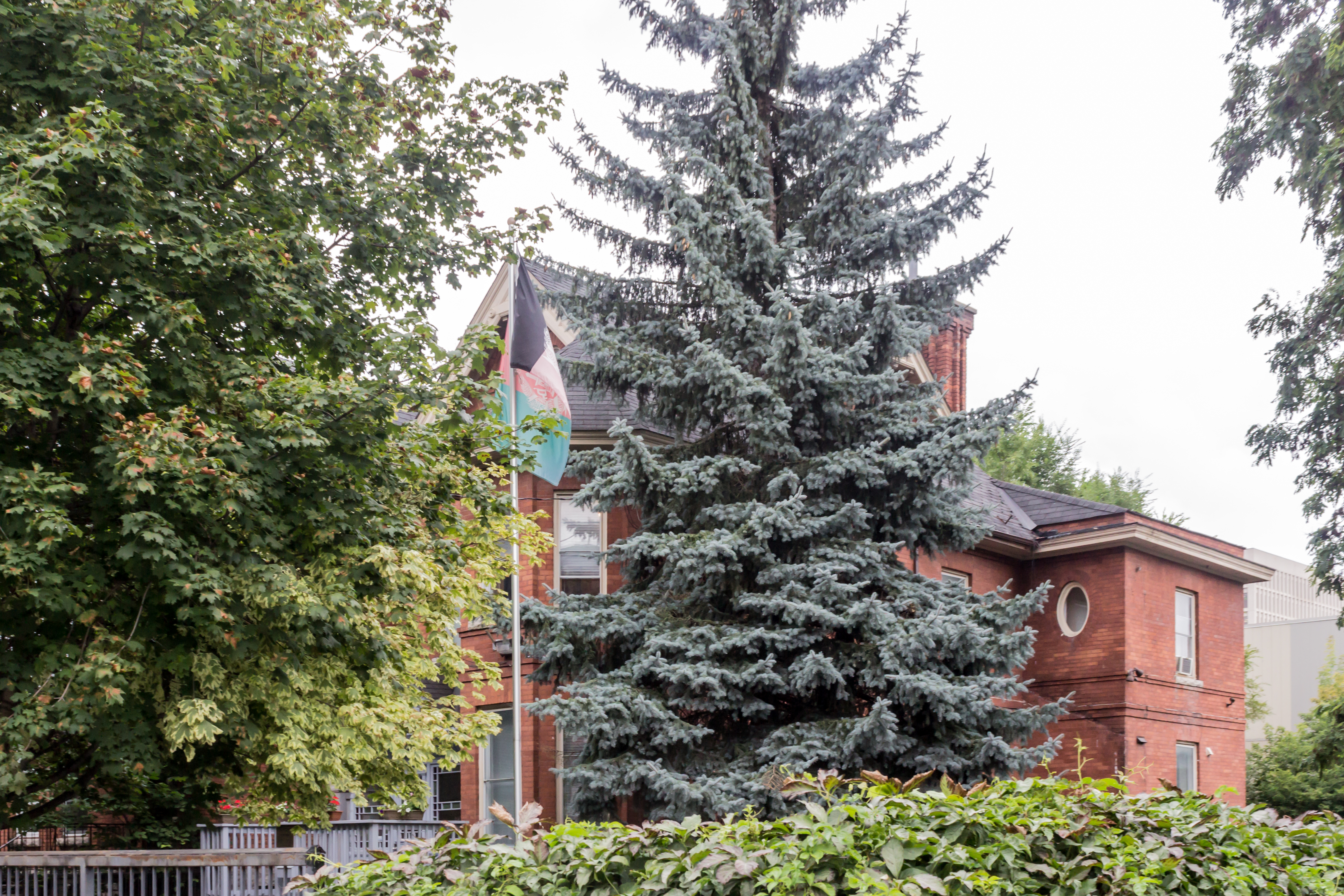
오타와 주재 아프가니스탄 대사관

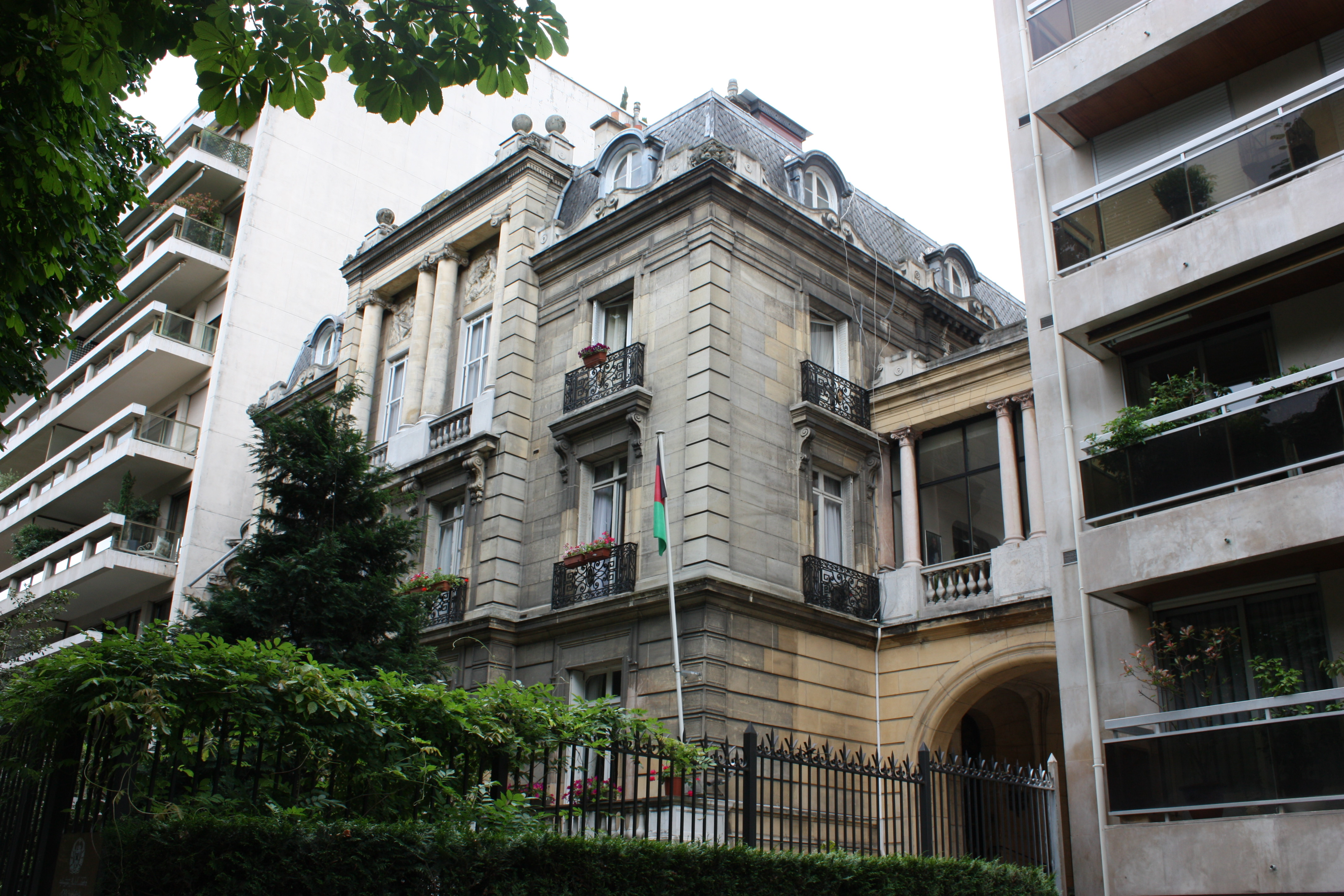
파리 주재 아프가니스탄 대사관

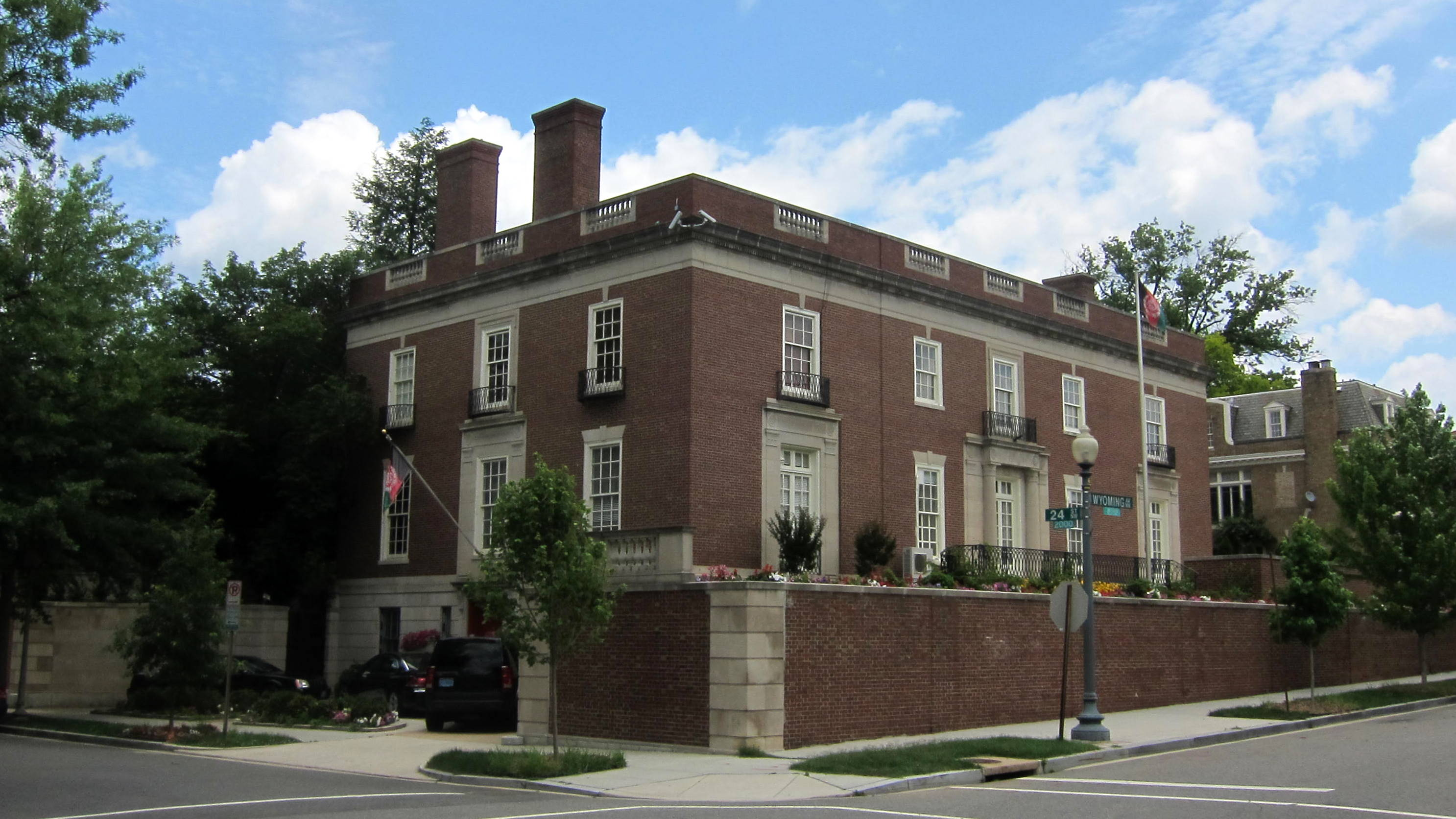
워싱턴 D.C. 주재 아프가니스탄 대사관

아래는 아프가니스탄의 재외공관 목록이다. 2021년 카불 함락 이후 아프가니스탄 이슬람 공화국 정부를 따르는 재외공관은 별도의 연합된 망명 정부를 구성하지 못하고 사실상 독립적으로 운영되고 있다. 아프가니스탄 이슬람 토후국은 국제적으로 인정받지는 못하고 있으나, 일부 재외공관은 토후국 정부를 따르고 있다. 아프가니스탄 본국은 아프가니스탄 이슬람 공화국 정부를 따르는 재외공관의 문서를 인정하고는 있다. 2022년 1월 전직 아프가니스탄 외무부 인적자원부장 Safiullah Wahdat는 아프가니스탄 이슬람 공화국 정부를 따르는 재외공관이 20개국 45곳이라고 주장했다.

## 아프가니스탄 이슬람 토후국

### 아시아
- 중화인민공화국: 베이징시(대사관)
- 투르크메니스탄: 아시가바트(대사관), 마르(총영사관)
- 파키스탄: 이슬라마바드(대사관), 카라치(총영사관), 페샤와르(총영사관), 퀘타(총영사관)[3]

### 유럽
- 러시아: 모스크바(대사관)[4]

## 아프가니스탄 이슬람 공화국

### 아프리카
- 이집트: 카이로(대사관)

### 아메리카
- 캐나다: 오타와(대사관), 토론토(총영사관), 밴쿠버(총영사관)

### 아시아
- 대한민국: 서울특별시(대사관)
- 말레이시아: 쿠알라룸푸르(대사관)[a]
- 방글라데시: 다카(대사관)
- 사우디아라비아: 리야드(대사관), 지다(총영사관)[b]
- 스리랑카: 콜롬보(대사관)
- 아랍에미리트: 아부다비(대사관), 두바이(총영사관)
- 아제르바이잔: 바쿠(대사관)
- 오만: 무스카트(대사관)
- 요르단: 암만(대사관)
- 우즈베키스탄: 타슈켄트(대사관), 테르메즈(총영사관)
- 이라크: 바그다드(대사관)
- 이란: 테헤란(대사관), 마슈하드(총영사관), 자헤단(총영사관)[c]
- 인도: 뉴델리(대사관), 뭄바이(총영사관), 하이데라바드(총영사관)
- 인도네시아: 자카르타(대사관)
- 일본: 도쿄도(대사관)
- 카자흐스탄: 아스타나(대사관)
- 카타르: 도하(대사관)
- 쿠웨이트: 쿠웨이트시티(대사관)
- 키르기스스탄: 비슈케크(대사관)
- 타지키스탄: 두샨베(대사관), 호루그(총영사관)
- 튀르키예: 앙카라(대사관), 이스탄불(총영사관)

### 유럽
- 네덜란드: 헤이그(대사관)
- 노르웨이: 오슬로(대사관)
- 독일: 베를린(대사관), 본(총영사관), 뮌헨(총영사관)
- 벨기에: 브뤼셀(대사관)
- 불가리아: 소피아(대사관)
- 스웨덴: 스톡홀름(대사관)
- 스위스: 제네바(영사관)
- 스페인: 마드리드(대사관)
- 영국: 런던(대사관)
- 오스트리아: 빈(대사관)
- 우크라이나: 키이우(대사관)
- 이탈리아: 로마(대사관)
- 체코: 프라하(대사관)
- 폴란드: 바르샤바(대사관)
- 프랑스: 파리(대사관)
- 헝가리: 부다페스트(대사관)

### 오세아니아
- 오스트레일리아: 캔버라(대사관)

## 대표부
- EU 아프가니스탄 정부 대표부: 브뤼셀
- UN 아프가니스탄 정부 대표부: 제네바, 뉴욕
- UNESCO 아프가니스탄 정부 대표부: 파리
- 화학 무기 금지 기구 아프가니스탄 정부 대표부: 헤이그

## 폐쇄된 재외공관

### 아메리카
미국 주재 아프가니스탄의 재외공관은 탈레반 집권 이후 재정난으로 폐쇄되었다.
- 미국: 워싱턴 D.C.(대사관), 로스앤젤레스(총영사관), 뉴욕(총영사관)[6][7][8]

## 참조
1. ↑  Stancati, Margherita (2022년 1월 18일). “Taliban Intensify Efforts to Take Control of Afghanistan's Overseas Embassies”. 《The Wall Street Journal》. 2022년 1월 20일에 확인함.
2. ↑  Detsch, Jack (2022년 1월 7일). “Afghanistan's Diplomats Refuse to Represent a Terrorist Group”. 《Foreign Policy》. 2022년 1월 22일에 확인함.
3. ↑  Khan, Tahir (2021년 10월 29일). “Taliban Install Diplomats in Pakistan Embassy, Missions”. 《Voice of America》. 2022년 1월 20일에 확인함.
4. 1 2 3 4  “Russia Latest Country to Establish Diplomatic Ties With Taliban”. 《Voice of America》. 2022년 4월 9일. 2022년 4월 25일에 확인함.
5. ↑  “Foreign Ministry hopes Taliban would not misuse Iran's patience”. 《Tehran Times》. 2022년 4월 25일. 2022년 4월 26일에 확인함. We will not hand over the embassy to any government that we have not recognized, and this is Iran's decision.
6. ↑  Jakes, Lara (2022년 3월 11일). “Afghan Embassy, Now Out of Money, Will Shut Down, U.S. Says”. 《The New York Times》. 2022년 4월 2일에 확인함.
7. ↑  Detsch, Jack; Gramer, Robbie (2022년 3월 15일). “'Nowhere to Turn to': U.S. Forces Closure of Afghan Embassy”. 《Foreign Policy》. 2022년 4월 2일에 확인함.
8. ↑  Iqbal, Anwar (2022년 3월 27일). “Afghan embassy, consulates in US shut their doors”. 《Dawn》. 2022년 4월 2일에 확인함.